# Повхатан

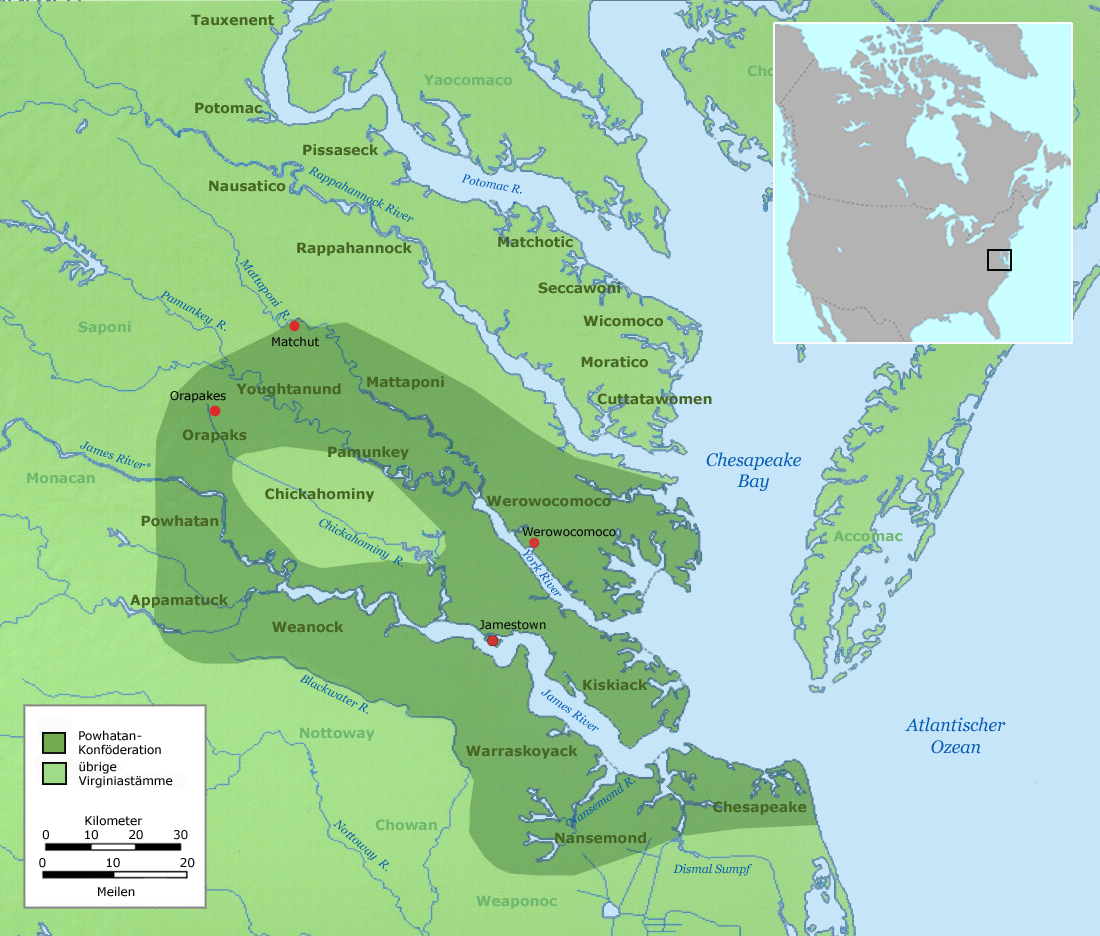
Племінні території вірджинських алгонкінів

Повхатан (англ. Powhatan) — індіанське плем'я, а також конфедерація кількох алгонкінських племен, яка існувала у першій половині XVII століття. Конфедерація була одним з найбільших північноамериканських племінних утворень: у XVII столітті чисельність повхатанів складала приблизно 14-21 тисяч осіб. Спочатку вона складалася з п'яти споріднених племен, а надалі — з більш ніж двадцяти.

## Території
Повхатани населяли північ прибережної частини Вірджинії, проживаючи південніше за всіх інших прибережних алгонкінів.

## Мова
Мова повхатан відноситься до алгонкінських мов алґської мовної родини, тому плем'я було відомим також як «вірджинські алгонкіни».

## Назва
Назва племені походить від титулу вождя на ім'я Вахансонакок, з яким зустрілися перші європейські колоністи у Вірджинії. Самоназва «ренапе» (тобто «люди») споріднена зі словом «ленапе» — самоназвою делаварів.

## Стосунки із сусідами
Повхатани ворогували зі своїми сусідами: ірокезьким народом саскуеханнок на північному заході і сіуанським народом монакан на заході.

## Історичні постаті
Повхатан (Вахансонакок) — вождь племені, батько Покахонтас.
Покахонтас (Матоака) — дружина поселенця Джона Рольфа, мати Томаса Рольфа.

## Боротьба з англійцями
Столиця повхатанів знаходилася поблизу англійської колонії Джеймстаун. Поки була жива Покахонтас, вона виступала посередником між повхатанами та англійцями, і вони співіснували відносно мирно. Після її смерті (1617) та смерті її батька (1618) конфедерацію очолив його брат Опечанканау, який повів з англійцями боротьбу. У відповідь на його напади у 1622 та 1644 роках англійці влаштували репресії проти племені, внаслідок яких, а також через завезені хвороби, до 1646 року Повхатанська конфедерація припинила існування.

## Сучасність
Декілька племен, що входили у конфедерацію, донині проживають у Вірджинії (маттапоні, нансемонд, памункі, раппаханнок, чікахоміні), інші асимілювались із сусідніми племенами алгонкінів та ірокезів або зникли. На сьогодні чисельність повхатанів становить 3850 осіб.